# Neiokõsõ
Neiokõsõ é um grupo estónio que representou a Estónia no Festival Eurovisão da Canção 2004 com a canção "Tii" ("Caminho") e ficou em 12º na Semi-Final com 57 pontos. A canção foi cantada na Língua võro, falado no Sudeste da Estónia.